# Melanagromyza assamensis
Melanagromyza assamensis är en tvåvingeart som beskrevs av Tandon 1970. Melanagromyza assamensis ingår i släktet Melanagromyza och familjen minerarflugor. Inga underarter finns listade i Catalogue of Life.